# Скопинский Димитриевский монастырь
Скопинский Димитриевский монастырь — мужской монастырь Скопинской епархии Русской православной церкви, расположенный на левом берегу реки Вёрды, около села Дмитриево Рязанской области. До 1917 года входил в Ряжский уезд и назывался Димитриев Ряжским.

## Предания
Существуют несколько преданий об основании монастыря, отличающиеся некоторыми деталями. По одному из них, на месте расположения монастыря располагалась деревянная часовня святого воина великомученика IV века Димитрия Солунского и келья отшельника. Войска Дмитрия Донского, идя в поход на хана Мамая, остановились около часовни. Александр Пересвет, готовясь к будущей битве, молился в келье отшельника и оставил там свой яблоневый посох. По другому, часовню воздвиг сам Дмитрий Донской, во имя своего ангела — великомученика Димитрия Солунского, остановившись на Дмитриевой горе около реки Верды, для празднования победы на Куликовом поле.
В некорыстных исследованиях упоминается, что, возможно, данные легенды относятся к Троицкому монастырю (позднее переименованному в Скопинский Свято-Духов монастырь), находящемуся в 6 километрах ближе к городу Скопину. В XVII—XVIII веках Троицкий монастырь несколько раз закрывался, а потом открывался вновь. Возможно, что во время одного из таких закрытий, посох Пересвета был перенесён из Троицкого монастыря в Свято-Дмитриевский, а вместе с посохом переместились и предания.

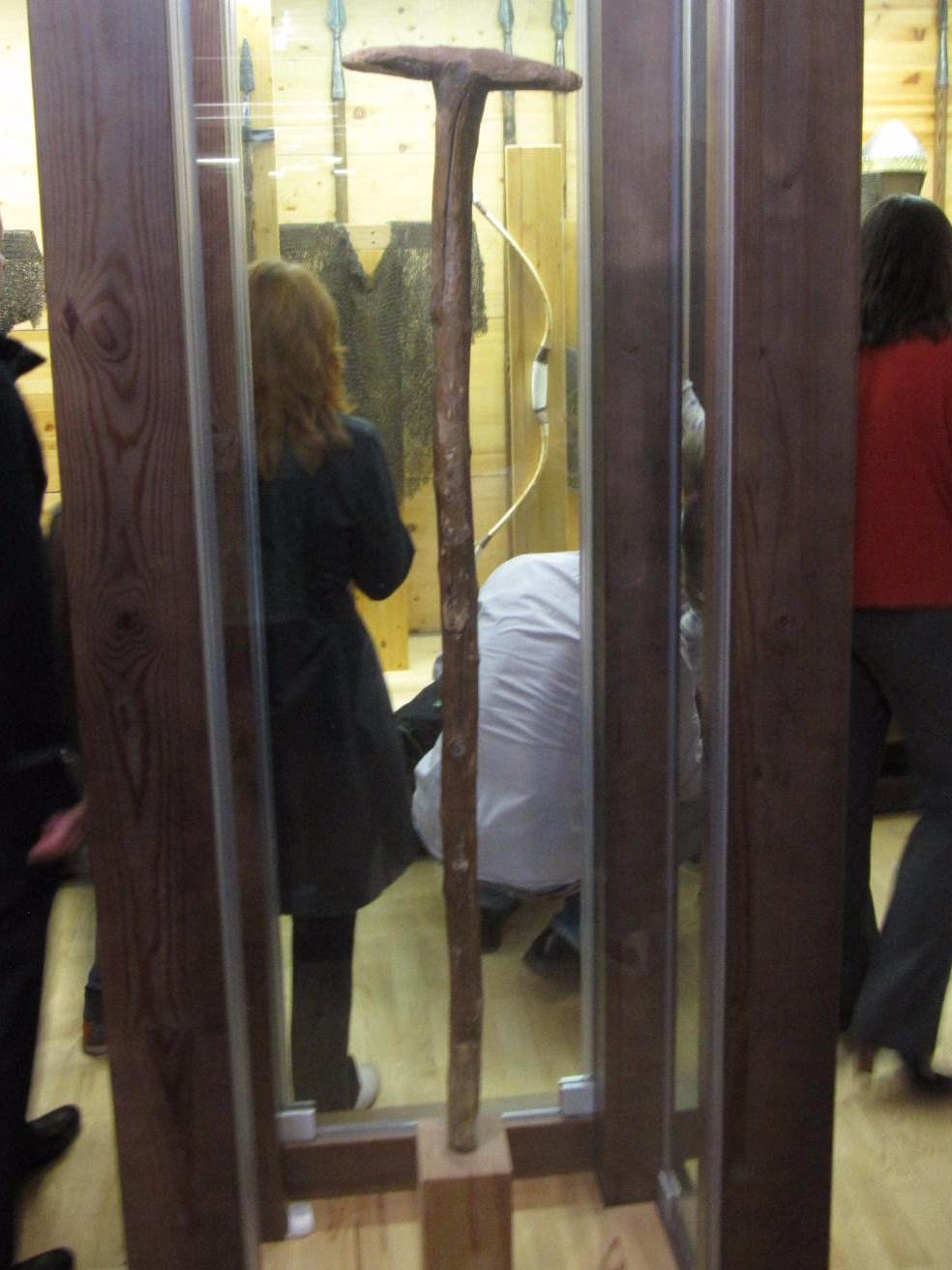
Яблоневый посох Пересвета, хранится в музее-заповеднике «Рязанский Кремль»

Несмотря на некоторое расхождение в легендах, посох Александра Пересвета («Пересветова дубинка»), реально существующая реликвия, которая хранилась в монастыре в течение 600 лет, а сейчас находится в Рязанском краеведческом музее.

## История
Первое письменное упоминание датируется 1676 годом, в нём говорится о находящихся на территории монастыря деревянных храмах Димитрия Солунского, возведённого в 1660 году, Сергия Радонежского, возведённого в 1667 году и монашеских кельях.
В 60 — 70 годах XVIII века монастырь перестраивается, в основном на купеческие пожертвования. На месте деревянных храмов возводятся каменные, холодный Димитрия Солунского и тёплый Сергия Радонежского. Строятся хозяйственные постройки.
В начале XIX века сильно обветшавший храм Димитрия Солунского реконструируется и заново расписывается. Богослужения в нём возобновлены в 1829 году, но работы по отделке и росписи храма длятся до 1854 года. В 1863 году кирпичная трапезная перестраивается в храм в честь иконы Божией Матери «Всех скорбящих Радость». В это же время вокруг монастыря возводится каменная ограда и строится 3-ярусная колокольня.
В 1918 году монастырь был закрыт, здания монастыря национализировали и отдали в распоряжение колхозу. В монастыре разместили склады, свинарники, школу. Монастырские святыни, иконы, утварь частично передали в музеи, частично уничтожили. В дальнейшем колхоз реорганизовали, а постройки стали разбирать на строительные материалы.
Димитриево-Ряжский монастырь интересен, прежде всего как памятник Куликовской битвы. Мы вынуждены обойти его молчанием, так как памятников старины здесь не сохранилось, а сохранившиеся искажены до неузнаваемости. В будущем, когда сюда придут труженики-реставраторы, о Дмитриевском монастыре, вероятно, напишут интересные строки.Г. К. Вагнер, С. В. Чугунов
Однако, реставрация была признана невозможной, на месте монастыря остались только руины.

## Возрождение монастыря
- 21 октября 1995 года — Епископ Рязанский и Касимовский Симон освятил храм Димитрия Солунского.
- 4 января 1996 года — Постановлением Святейшего патриарха и Священного Синода приход Димитрия Солунского преобразован в Свято-Димитриевской мужской монастырь.
- 1 июня 1996 года — Совершён первый постриг.

На начало 2010 года в монастыре полностью восстановлены храмы, колокольня, ограда, хозяйственные постройки. Действует иконописная мастерская. В монастыре проживает 5 человек братии.
В монастыре хранятся следующие реликвии: частичка мощей преподобного Сергия Радонежского, частички мощей преподобных Старцев Оптинских, частичка мощей Феофана Затворника.

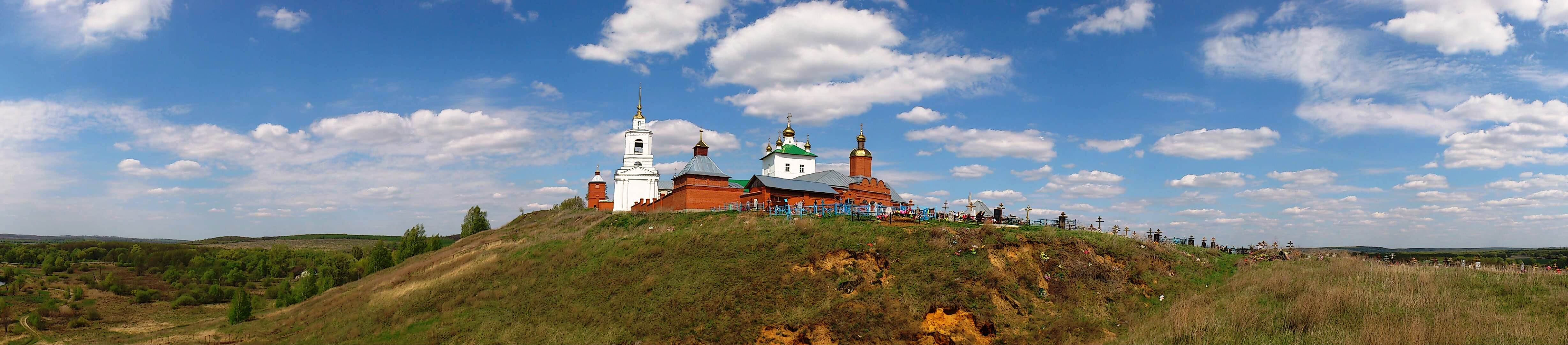
Панорама Свято-Дмитриевского Скопинского мужского монастыря